# Campionato Nazionale 1924-1925
La stagione 1924-1925 è stato il decimo Campionato Nazionale, e ha visto campione l'Hockey Club Rosey-Gstaad.

## Gruppi

### Serie Est
| St. Moritz 25 dicembre 1924 | St. Moritz | ? – ? referto | Davos |  |

HC Davos passa il turno.

### Serie Ovest
| Château-d'Oex 28 dicembre 1924 | Château-d'Œx | 1 – 6 referto | Rosey-Gstaad |  |

## Finale
| 9 febbraio 1925 | Davos | 1 – 9 referto | Rosey-Gstaad |  |

## Verdetti
| Campionato Nazionale 1924-1925 | Campionato Nazionale 1924-1925 |
| ------------------------------ | ------------------------------ |
| Campionato Nazionale           | Rosey-Gstaad                   |